# Botulinum
Botulinum là một protein thuộc nhóm neurotoxin do vi khuẩn Clostridium botulinum tạo ra. Nó có công thức phân tử là C6760 H10447N1743O2010S32. Nó là chất độc gây chết người mạnh nhất từng được biết, với liều gây chết trung bình (LD50) ở người khoảng 1,3-2,1 ng/kg tiêm tĩnh mạch hoặc tiêm bắp và 10-13 ng/kg khi hít vào. Botulinum có thể gây ngộ độc thịt, một căn bệnh nghiêm trọng đe dọa tính mạng của con người và động vật.
Có bảy loại độc tố botulinum chính, được đặt tên là loại A – G. Loại mới thỉnh thoảng được tìm thấy. Loại A và B có khả năng gây bệnh cho người, và cũng được sử dụng cho mục đích thương mại và y tế. Loại C – G ít phổ biến hơn; loại E và F có thể gây bệnh cho người, trong khi các loại còn lại gây bệnh cho động vật khác. Độc tố botulinum loại A và B được sử dụng trong y học để điều trị co thắt cơ bắp khác nhau.
Độc tố botulinum là chất độc hại nhất được biết đến. Nhiễm độc có thể xảy ra một cách tự nhiên do hậu quả của vết thương hoặc nhiễm đường ruột hoặc do ăn chất độc được tạo thành trước trong thực phẩm. Liều gây chết người ước tính của độc tố loại A là 1,3-2,1 ng / kg tiêm tĩnh mạch hoặc tiêm bắp, 10-13 ng/kg khi hít vào, hoặc 1000 ng/kg khi uống. Các hình thức thương mại được bán trên thị trường dưới tên thương hiệu Botox (onabotulinumtoxinA), Dysport/Azzalure (abobotulinumtoxinA), Xeomin/Bocouture (incobotulinumtoxinA), và Jeuveau (prabotulinumtoxinA).

## Sử dụng trong y tế
Botulinum được dùng để điều trị một số liệu trình chỉ định, trong đó có nhiều chỉ định không có trên nhãn thuốc đã được phê duyệt.

### Co cứng cơ
Botulinum được sử dụng để điều trị một số rối loạn đặc trưng do vận động cơ hoạt động quá mức gồm: bại não, co cứng sau đột quỵ, co cứng sau chấn thương tủy sống, co thắt đầu và cổ, mí mắt, âm đạo, tay chân, hàm và dây thanh quản. Tương tự, độc tố botulinum được sử dụng để làm giãn sự siết chặt của các cơ bao gồm cả cơ thực quản, hàm, đường tiết niệu dưới và bàng quang, hoặc siết chặt hậu môn có thể làm trầm trọng thêm tình trạng nứt hậu môn. Độc tố botulinum dường như có hiệu quả đối với bàng quang bị hoạt động quá mức. 

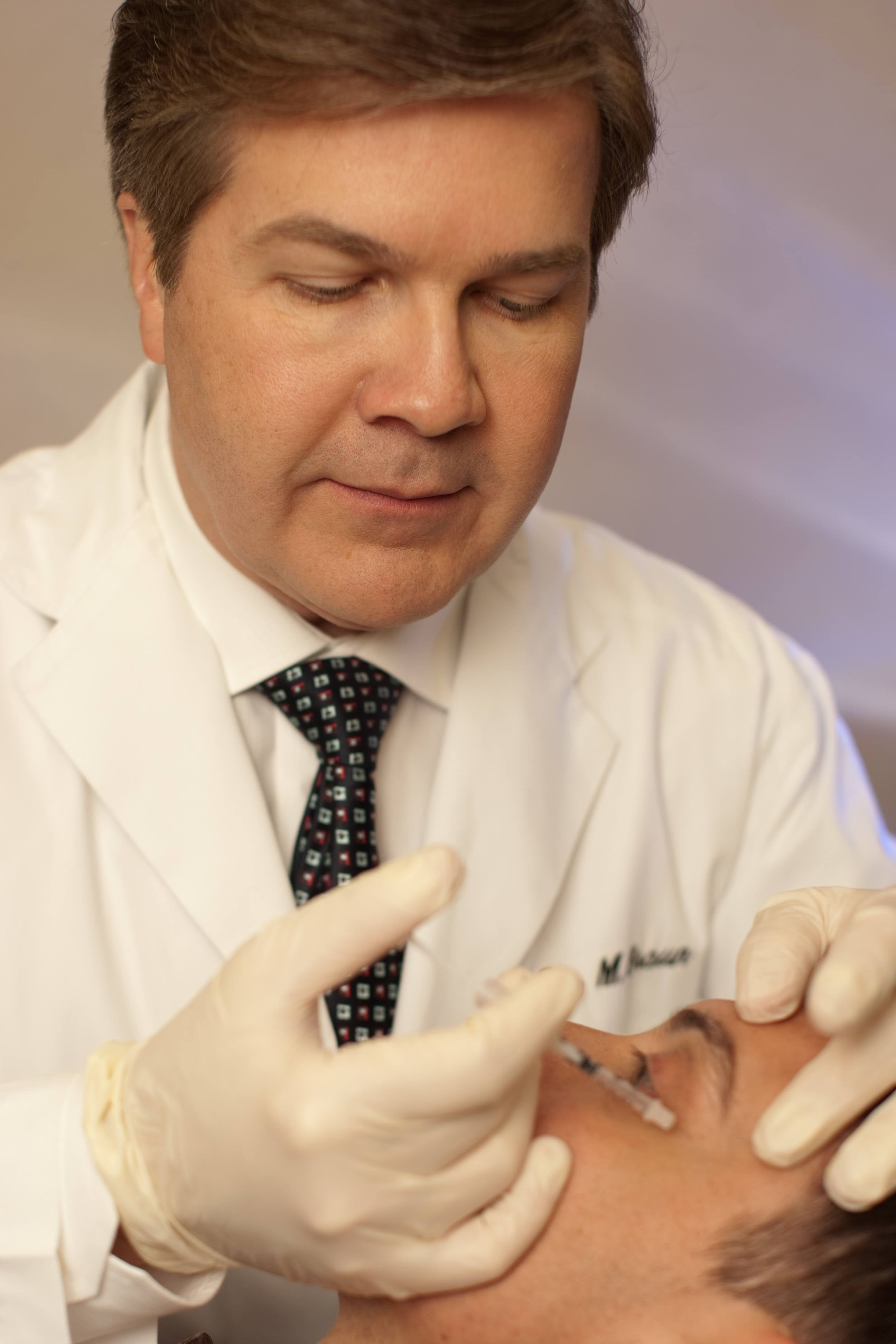
Độc tố botulinum (Botox) được tiêm vào mặt người.

### Các rối loạn cơ khác
Lác mắt, hay còn gọi là hiện tượng không cân bằng và thiếu hợp thị giữa hai mắt, là do sự mất cân bằng trong hoạt động của các cơ xoay mắt. Tình trạng này đôi khi có thể thuyên giảm bằng cách làm suy yếu một cơ kéo quá mạnh hoặc chống lại một cơ đã bị suy yếu do bệnh tật hoặc chấn thương. Các cơ bị suy yếu do tiêm chất độc sẽ phục hồi sau tình trạng tê liệt sau vài tháng, vì vậy việc tiêm chất độc dường như cần được lặp lại, nhưng các cơ sẽ thích nghi với độ giãn mà chúng được giữ lâu dài, nếu cơ bị liệt sẽ bị kéo căng bởi chất đối kháng của nó, nó phát triển dài hơn, trong khi chất đối kháng ngắn lại, mang lại hiệu quả vĩnh viễn. Nếu thị lực hai mắt tốt, cơ chế kết hợp vận động của não, giúp điều chỉnh mắt trên mục tiêu mà cả hai nhìn thấy, có thể ổn định sự liên kết đã điều chỉnh.
Vào tháng 1 năm 2014, độc tố botulinum đã được Cơ quan Quản lý Dược phẩm Anh (MHRA) phê duyệt để điều trị hạn chế chuyển động mắt cá chân do co cứng chi dưới liên quan đến đột quỵ ở người lớn. 
Vào ngày 29 tháng 7 năm 2016, Cơ quan Quản lý Thực phẩm và Dược phẩm Hoa Kỳ (FDA) đã phê duyệt thuốc tiêm độc tố da cho thuốc tiêm vào cơ thể để điều trị chứng co cứng chi dưới ở bệnh nhi từ hai tuổi trở lên. AbobotulinumtoxinA là độc tố botulinum đầu tiên và duy nhất được FDA chấp thuận để điều trị chứng co cứng chi dưới ở trẻ em. Tại Hoa Kỳ, FDA phê duyệt văn bản trên nhãn của các loại thuốc kê đơn và các điều kiện y tế mà nhà sản xuất thuốc có thể bán thuốc. Tuy nhiên, người kê đơn có thể tự do kê đơn cho bất kỳ điều kiện nào họ muốn, còn được gọi là sử dụng ngoài liệu trình. Chất độc botulinum đã được sử dụng ngoài liệu trình cho một số bệnh nhi, bao gồm chứng dị ứng ở trẻ sơ sinh. 

### Đổ mồ hôi quá mức
AbobotulinumtoxinA (BTX-A) đã được phê duyệt để điều trị chứng ra mồ hôi quá mức không rõ nguyên nhân mà không thể điều trị bằng thuốc bôi ngoài da. 

### Đau nửa đầu
Năm 2010, FDA đã chấp thuận tiêm bắp độc tố botulinum để điều trị dự phòng chứng đau nửa đầu mãn tính. 

### Ứng dụng trong thẩm mỹ da liễu
Trong các ứng dụng vào mỹ phẩm, độc tố botulinum được coi là tương đối an toàn và hiệu quả để làm giảm nếp nhăn trên khuôn mặt, đặc biệt là ở một phần ba phần trên cùng của khuôn mặt. Các dạng thương mại được bán trên thị trường dưới tên thương hiệu Botox Cosmetic / Vistabel từ Allergan , Dysport / Azzalure từ Galderma và Ipsen, Xeomin / Bocouture từ Merz, và ở Hoa Kỳ, chỉ Jeuveau từ Evolus, do Daewoong sản xuất mới được cấp phép sử dụng. Việc tiêm độc tố botulinum chủ yếu là cho các đường glabellar ('đường 11' giữa mắt) thường kéo dài từ hai đến bốn tháng và trong một số trường hợp, phụ thuộc vào sản phẩm, với một số bệnh nhân có thời gian tác dụng lâu hơn. Tiêm độc tố botulinum vào các cơ dưới nếp nhăn trên khuôn mặt sẽ làm giãn các cơ đó, dẫn đến làm mịn da bên trong. Làm mịn các nếp nhăn thường có thể nhìn thấy từ ba đến năm ngày sau khi tiêm, với hiệu quả tối đa thường là một tuần sau khi tiêm. Cơ nếp nhăn có thể được điều trị nhiều lần để duy trì vẻ ngoài mịn màng. 

### Một số ứng dụng khác
Botulinum toxin cũng được sử dụng để điều trị các rối loạn của dây thần kinh hiếu động bao gồm đổ mồ hôi quá mức, đau thần kinh, và một số bệnh dị ứng. Ngoài những công dụng này, độc tố botulinum đang được xem xét để sử dụng trong điều trị đau mãn tính. Các nghiên cứu cho thấy độc tố botulinum có thể được tiêm vào khớp vai bị viêm để giảm đau mãn tính và cải thiện phạm vi cử động. Việc sử dụng botulinum toxin A ở trẻ bại não là an toàn ở các cơ ở chi trên và chi dưới. 

## Tác dụng phụ
Trong khi độc tố botulinum thường được coi là an toàn trong môi trường lâm sàng, tuy nhiên các tác dụng phụ nghiêm trọng do sử dụng nó hoàn toàn có thể xảy ra. Thông thường, độc tố botulinum có thể được tiêm vào sai nhóm cơ hoặc theo thời gian lan truyền từ vị trí tiêm, gây tê liệt tạm thời các cơ ngoài ý muốn. 
Các tác dụng phụ do sử dụng mỹ phẩm có chứa botulinum thường là tê liệt các cơ mặt ngoài ý muốn. Chúng bao gồm liệt một phần mặt, yếu cơ và chứng khó nuốt. Tuy nhiên, các tác dụng phụ không chỉ giới hạn ở việc tê liệt trực tiếp, mà cũng có thể bao gồm đau đầu, các triệu chứng giống như cúm và các phản ứng dị ứng. Cũng giống như các liệu pháp thẩm mỹ chỉ kéo dài trong vài tháng, các tác dụng phụ gây tê liệt có thể có cùng thời gian. Trong một số trường hợp, những tác dụng phụ này được báo cáo là sẽ biến mất trong vài tuần sau khi điều trị. Bầm tím tại chỗ tiêm không phải là tác dụng phụ của chất độc mà là do cách sử dụng thuốc sai, và được báo cáo là có thể ngăn ngừa được nếu bác sĩ lâm sàng dùng lực ấn vào chỗ tiêm; khi tác dụng phụ xảy ra, nó được báo cáo trong những trường hợp cụ thể kéo dài từ 7-11 ngày. Khi tiêm vào cơ nâng cơ của hàm, việc mất chức năng của cơ có thể dẫn đến mất hoặc giảm sức nhai thức ăn rắn. Tiếp tục dùng liều cao, các cơ có thể bị teo hoặc mất sức; nghiên cứu đã chỉ ra rằng những cơ bắp đó sẽ xây dựng lại sau một thời gian ngừng sử dụng Botox. 
Các tác dụng phụ do sử dụng bolutinum có thể đa dạng hơn nhiều tùy thuộc vào vị trí tiêm và liều lượng chất độc được tiêm. Nói chung, các tác dụng phụ từ việc sử dụng điều trị có thể nghiêm trọng hơn những tác dụng phụ phát sinh trong quá trình sử dụng mỹ phẩm. Chúng có thể phát sinh do tê liệt các nhóm cơ quan trọng và có thể bao gồm rối loạn nhịp tim, đau tim và trong một số trường hợp, co giật, ngừng hô hấp và tử vong. Ngoài ra, các tác dụng phụ thường gặp khi sử dụng mỹ phẩm cũng phổ biến trong điều trị, bao gồm chứng khó nuốt, yếu cơ, phản ứng dị ứng và các hội chứng giống cúm. 
Để đối phó với sự xuất hiện của những tác dụng phụ này, vào năm 2008, FDA đã thông báo cho công chúng về những nguy cơ tiềm ẩn của độc tố botulinum như một phương pháp điều trị. Cụ thể, chất độc có thể lan truyền đến những vùng xa vị trí tiêm và làm tê liệt các nhóm cơ ngoài ý muốn, đặc biệt khi được sử dụng để điều trị chứng co cứng cơ ở trẻ em được điều trị bại não. Vào năm 2009, FDA thông báo rằng các cảnh báo in trên hộp sẽ được thêm vào các sản phẩm có chứa độc tố botulinum, cảnh báo về khả năng lây lan từ vị trí tiêm. Tuy nhiên, việc sử dụng botulinum toxin A trên lâm sàng ở trẻ bại não đã được chứng minh là an toàn với ít tác dụng phụ nhất. Ngoài ra, FDA đã thông báo thay đổi tên cho một số sản phẩm độc tố botulinum, để nhấn mạnh rằng các sản phẩm không thể thay thế cho nhau và yêu cầu liều lượng khác nhau để sử dụng thích hợp. Botox và Botox Cosmetic đã được cấp INN của onabotulinumtoxinA , Myobloc là rimabotulinumtoxinB , và Dysport giữ lại INN của botoxinA .  Cùng với việc này, FDA đã ban hành một thông báo tới các chuyên gia chăm sóc sức khỏe để nhắc lại tên thuốc mới và cách sử dụng đã được phê duyệt cho mỗi loại. Bộ Y tế Canada đưa ra một cảnh báo tương tự vào năm 2009, cảnh báo rằng các sản phẩm chứa độc tố botulinum có thể lây lan sang các bộ phận khác của cơ thể.

## Botulinum có trong các căn bệnh
Bài chi tiết: Botulism
Độc tố botulinum do Clostridium botulinum tiết ra là nguyên nhân gây ngộ độc thịt.  Con người thường hấp thụ chất độc do ăn thực phẩm đóng hộp không đúng cách mà C. botulinum đã phát triển. Tuy nhiên, chất độc cũng có thể được đưa vào qua vết thương bị nhiễm trùng. Ở trẻ sơ sinh, vi khuẩn đôi khi có thể phát triển trong ruột và tạo ra độc tố botulinum trong ruột và có thể gây ra một tình trạng được gọi là hội chứng trẻ mềm oặt (hay gọi là giảm trương lực). Trong hầu hết các trường hợp, chất độc sau đó có thể lan rộng, ngăn chặn các dẫn truyền của dây thần kinh và chức năng của các cơ. Trong một số trường hợp nghiêm trọng, chất độc có thể chặn các dây thần kinh điều khiển hệ hô hấp hoặc tim, dẫn đến tử vong. Chứng ngộ độc thịt có thể khó chẩn đoán, vì nó có thể xuất hiện tương tự như các bệnh như hội chứng Guillain – Barré, bệnh nhược cơ và đột quỵ. Các xét nghiệm khác chẳng hạn như quét não và kiểm tra dịch tủy sống có thể giúp loại trừ các nguyên nhân khác. Nếu các triệu chứng của ngộ độc thịt được chẩn đoán sớm, ta có thể áp dụng nhiều phương pháp điều trị khác nhau. Để loại bỏ thức ăn bị nhiễm độc còn sót lại trong ruột, có thể dùng biện pháp thụt tháo hoặc gây nôn. Đối với nhiễm trùng vết thương, vật liệu nhiễm trùng có thể được loại bỏ bằng phẫu thuật. Botulinum antitoxin luôn có sẵn và có thể được sử dụng để ngăn chặn các triệu chứng trở nên tồi tệ hơn, mặc dù nó sẽ không đảo ngược tổn thương thần kinh hiện có. Trong trường hợp nặng, có thể áp dụng phương pháp hô hấp cơ học để hỗ trợ bệnh nhân suy hô hấp.  Tổn thương dây thần kinh sẽ lành theo thời gian, thường trong vài tuần đến vài tháng. Với phác đồ điều trị thích hợp, tỷ lệ tử vong trong trường hợp ngộ độc botulinum có thể giảm đáng kể. 
Hai chế phẩm của thuốc chống độc botulinum đã có sẵn để điều trị chứng ngộ độc thịt. Thuốc kháng độc botulinum hóa trị ba (kiểu huyết thanh A, B, E) có nguồn gốc từ ngựa bằng cách sử dụng toàn bộ kháng thể của chúng. Thuốc chống độc thứ hai là thuốc kháng độc tố heptavalent botulinum (các kiểu huyết thanh A, B, C, D, E, F, G), có nguồn gốc từ các kháng thể của ngựa đã được thay đổi để làm cho chúng ít gây miễn dịch hơn. Chất chống độc này có hiệu quả chống lại tất cả các chủng chính của bệnh ngộ độc thịt. 

## Cơ chế hoạt động
Độc tố botulinum phát huy tác dụng của nó bằng cách phân cắt các protein quan trọng cần thiết cho quá trình hoạt hóa thần kinh. Đầu tiên, chất độc liên kết đặc biệt với các dây thần kinh sử dụng chất dẫn truyền thần kinh acetylcholine. Sau khi liên kết với đầu tận cùng của tế bào thần kinh, tế bào thần kinh sẽ hấp thụ chất độc vào một túi bằng quá trình nội bào thông qua trung gian thụ thể. Khi túi di chuyển xa hơn vào tế bào, nó sẽ axit hóa, kích hoạt một phần chất độc khiến nó đẩy qua màng túi và vào tế bào của chất. BoNTs nhận ra cùng lúc các lớp thụ thể khác nhau ( gangliosides , synaptotagmin và SV2). Khi ở bên trong tế bào chất, độc tố sẽ phân cắt các protein SNARE (các protein làm trung gian dung hợp túi, với các ngăn liên kết màng đích của chúng) có nghĩa là các túi acetylcholine không thể liên kết với màng tế bào nội bào, ngăn tế bào giải phóng các túi dẫn truyền thần kinh. Điều này làm ngừng tín hiệu thần kinh, dẫn đến tê liệt. 

Các phân tử đích của chất độc thần kinh botulinum (viết tắt BoNT) và chất độc thần kinh uốn ván (TeNT), những chất độc hoạt động bên trong đầu của sợi trục.

Bản thân chất độc được giải phóng khỏi vi khuẩn dưới dạng một chuỗi đơn, sau đó được kích hoạt khi bị phân cắt bởi các protease của chính nó. Dạng hoạt động bao gồm một protein hai chuỗi bao gồm: polypeptit chuỗi nặng 100 kDa được nối với nhau thông qua liên kết disunfua với polypeptit chuỗi nhẹ 50 kDa. Chuỗi nặng chứa các vùng có một số chức năng; nó có vùng chịu trách nhiệm liên kết đặc biệt với các đầu cuối thần kinh trước cúc synap, cũng như miền chịu trách nhiệm trung gian chuyển vị của chuỗi nhẹ vào tế bào chất khi không bào bị axit hóa. Chuỗi nhẹ là kẽm thuộc họ M27metalloprotease và là phần hoạt động chính của độc tố. Nó được chuyển vào tế bào chất của tế bào chủ, nơi nó phân cắt protein vật chủ SNAP-25 (một thành viên của họ protein SNARE, chịu trách nhiệm cho sự dung hợp). SNAP-25 bị phân cắt không thể làm trung gian dung hợp các túi với màng tế bào chủ, do đó ngăn cản sự giải phóng chất dẫn truyền thần kinh acetylcholine từ các đầu tận cùng của sợi trục. Sự tắc nghẽn này được đảo ngược từ từ khi chất độc mất hoạt tính và các protein SNARE được tế bào bị ảnh hưởng tái tạo từ từ. 
Bảy kiểu huyết thanh độc tố (A – G) được phân tách bằng tính kháng nguyên của chúng. Chúng có cấu trúc bậc ba khác nhau và sự khác biệt về trình tự sắp xếp. Trong khi các loại độc tố khác đều nhắm mục tiêu vào các thành viên của họ SNARE thì một số loại độc tố khác lại nhắm vào các thành viên trong họ SNARE khác. Các loại huyết thanh A, B và E gây ra chứng ngộ độc thịt ở người, với các hoạt động của loại A và B tồn tại lâu nhất trên cơ thể người (từ vài tuần đến vài tháng). Các loại độc tố hiện có có thể tái tổ hợp để tạo ra các loại "lai" (khảm, chimeric). Các ví dụ bao gồm BoNT / CD, BoNT / DC và BoNT / FA, với chữ cái đầu tiên chỉ loại chuỗi nhẹ và chữ cái sau chỉ loại chuỗi nặng. BoNT / FA nhận được sự chú ý đáng kể dưới cái tên "BoNT / H", vì người ta nhầm tưởng rằng nó không thể bị vô hiệu hóa bởi bất kỳ chất chống độc hiện có nào. 
Độc tố botulinum có quan hệ mật thiết với độc tố uốn ván ; cả hai được gọi chung là độc tố thần kinh Clostridium và chuỗi nhẹ, được MEROPS phân loại là họ M27 . Các loại không phân lớp bao gồm BoNT / X ( P0DPK1 ), là chất độc ở chuột và có thể ở người;  a BoNT / J (A0A242DI27) được tìm thấy trong Enterococcus ở bò ; và BoNT / Wo (A0A069CUU9) được tìm thấy trong Weissella oryzae sống trên cây lúa. 